# مناظرة البنس في الولايات المتحدة

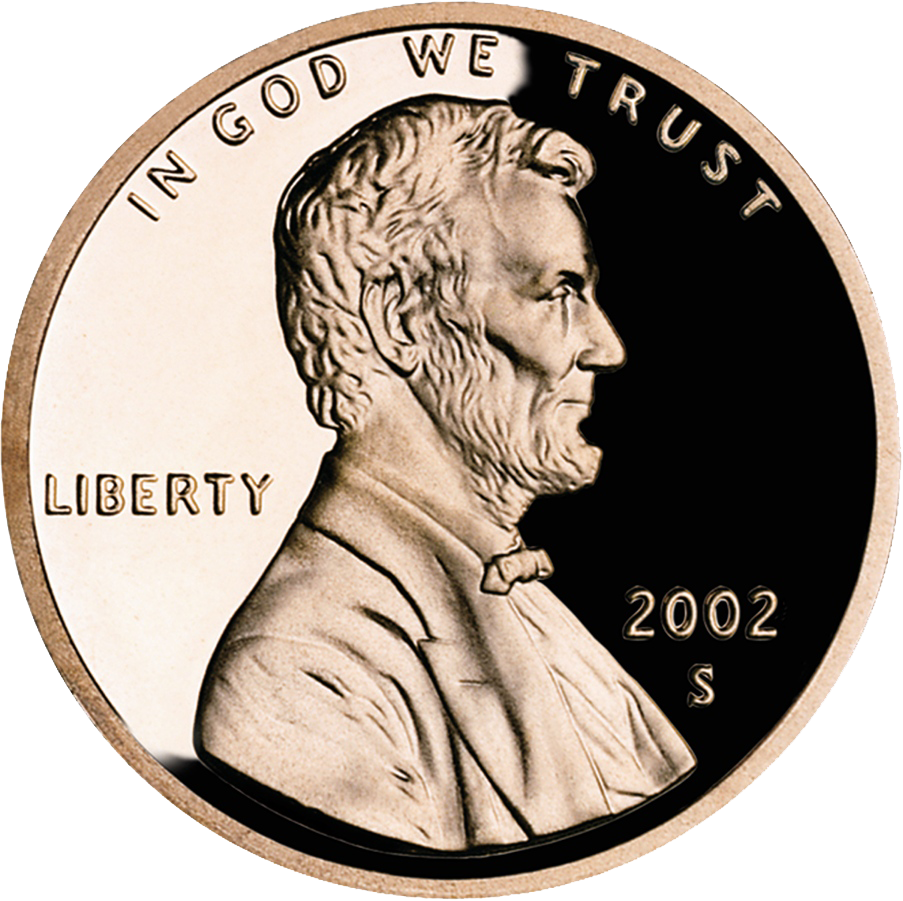
بنس عالي الجودة

دار جدل داخل حكومة الولايات المتحدة والمجتمع الأمريكي عمومًا حول ضرورة إلغاء عملة السنت الواحد، البنس، كوحدةٍ نقديةٍ في الولايات المتحدة. فتكلفة إنتاج البنس أعلى من قيمة السنت الواحد، مما يعني أن قيمة سك العملة سلبية. – تخسر الحكومة المال مُقابل كل بنس يُستحدث. قُدمت عدة مشاريع قوانين في الكونغرس الأمريكي لوقف إنتاج البنس أو إلغائه، لم يُعتمد أي منها. ستُبقي هذه المشاريع عملة الخمسة سنتات، أو النيكل ، أقل العملات قيمةً في الولايات المتحدة.
سحبت دول أخرى عملات معدنية لم تُعد ذات قيمة إنتاج، مثل سحب كندا للبنسات الكندية من التداول في عام 2013. آخر مرة سحبت فيها الولايات المتحدة العملة الأقل قيمة من التداول هي عملة نصف سنت (هاي بيني)، سُحبت في عام 1857، وفي ذلك الوقت كانت قيمة العملة حوالي 14 سنتات بالدولار في 2020.
أعلنت في عام 2025، وزارة الخزانة الأمريكية عن خطة لوقف إنتاج البنس بدءًا من العام التالي. ومع ذلك، ستظل العملة المعدنية قانونية ومتداولة، حيث أن الكونغرس وحده لديه السلطة للقضاء على أشكال العملة.

## تاريخ
في عام 1990، قَدم ممثل الولايات المتحدة جيم كولبي (جمهوري- أريزونا) قانون تقريب الأسعار لعام 1989، HR 3761، للقضاء على البنس في المعاملات النقدية، والتقريب إلى أقرب خمسة سنتات. في عام 2001، قَدم كولبي قانون تحديث العطاء القانوني لعام 2001، H.R. 2528، في عام 2006، قُدم قانون إصلاح العملة لأمة مجتهدة (COIN)، HR 5818. حُظيت مشاريع القوانين بدعم شعبي كبير من الجمهور، فشلت جميعًا في أن تصبح قانونًا. رد كولبي على الانتقادات القائلة بأن نظام التقريب من شأنه أن يزيد الأسعار مما قد يضر المستهلك، وصرح بأنه "لا يصب في مصلحة المستهلك ولا بائع التجزئة لأن احتمال التقريب لأعلى أو لأسفل هو 50 بالمائة في كلتا الحالتين- سينتهي الأمر بالتعادل في النهاية."
في عام 2017، قَدّم السيناتوران جون ماكين (جمهوري عن ولاية أريزونا) ومايك إنزي (جمهوري عن ولاية وايومنغ) مشروع القانون رقم 759، قانون تحسين العملة، الابتكار، والادخار الوطني (COINS) لعام 2017، الذي من شأنه إيقاف سك البنس لمدة عشر سنوات، ودراسة إمكانية توقف الإنتاج بعد ذلك. أُهمل مشروع القانون في نهاية الدورة الـ 115 للكونغرس دون عقد أي جلسات استماع من قِبل لجنة مجلس الشيوخ المعنية بالبنوك، الإسكان، والشؤون الحضرية.
في 9 فبراير 2025، قال الرئيس دونالد ترامب إنه أمر وزير الخزانة سكوت بيسنت بالتوقف عن إنتاج بنسات جديدة، خطوة قال إنها ستساعد في تقليل الإنفاق الحكومي غير الضروري. ومع ذلك، فإن الكونغرس، وليس الرئيس، الذي يخول وزارة الخزانة فيما يتعلق بالعملات المعدنية التي يجب سكها. وبغض النظر عن ذلك، قوبل البيان بموافقة عامة من الأمريكيين، بما في ذلك حاكم كولورادو جاريد بوليس، هو ديمقراطي يُدفع للتخلص من البنس منذ ما قبل تنصيب ترامب. في 30 أبريل 2025، َقدم النائبان ليزا ماكلين (جمهورية ميشيغان) وروبرت جارسيا (ديمقراطي من كاليفورنيا) قانون السنتات المشتركة، وهو مشروع قانون لإلغاء معاملات البنس والنقد الدائري لأقرب خمسة سنتات. في 22 مايو 2025، أعلنت وزارة الخزانة الأمريكية أنها ستنهي إنتاج البنس بدءًا من عام 2026؛ وستظل العملة المعدنية مناقصة قانونية ومتداولة.

## الحجج

### تكاليف الإنتاج والتوزيع

#### الإنتاج بخسارة
بلغت في عام 2024، تكلفة سك البنس الواحد 3.69 سنتًا. مع إنتاج عام 2022 الذي يُقدر بنحو 6,359,600,000 بنس، يؤدي هذا إلى خسارة سنوية للحكومة الأمريكية تبلغ حوالي 110 مليون دولار. أيضًا، نظرًا لأن سعر المواد الخام التي يُصنع منها البنس يتجاوز القيمة الاسمية، فهناك خطر من صهر العملات المعدنية بشكل غير قانوني للحصول على المواد الخام.

#### زيادة التكلفة
بتكليف من شركة Jarden Zinc، التي تزود دار سك العملة بقطع الزنك "البنسات"، وجد تقرير أجرته شركة Navigant Consulting في عام 2012 أن الحكومة سوف تخسر المال بدون هذه القطع المعدنية. وفقًا لموقع مجموعة "أمريكيون من أجل سنتات مشتركة"، المجموعة الرائدة في هذا المجال، "أولًا، تشمل تكاليف تصنيع وتوزيع دار سك العملة عناصر ثابتة ستستمر في تحملها سواءً أنتجت الدار البنس أم لا. تُقدر نافيجانت هذا العنصر الثابت بـ 13 دولار أمريكي million في السنة المالية 2011. بالإضافة إلى ذلك، هناك 17٫7 دولار أمريكي million من النفقات العامة للدار مُخصصة للبنس، التي ستُحمل على الفئات المتبقية من العملات المتداولة بدون البنس. ثانيًا، وفقًا للمحاسبة الحالية للدار، تبلغ تكلفة تصنيع النيكل أحد عشر سنتًا. في سيناريو (وهو أمر مستبعد الحدوث) يتضاعف فيه إنتاج النيكل بدون البنس، تستنتج نافيجانت في ظل التكاليف الثابتة الحالية، من المرجح أن يؤدي إلغاء البنس إلى زيادة صافي التكاليف على الدار بمقدار 10٫9 دولار أمريكي million، مقارنةً بالوضع الحالي."

#### جهد النقل والعد
تُشكل البنسات حوالي 47% من العملات المعدنية المُسكة، ويجب نقل جميع هذه البنسات (التي يزيد عددها عادةً عن 5 مليارات بنسات سنويًا) بوسائل آمنة، بالتالي باهظة التكلفة، من دار السك إلى البنوك، ثم إلى المتاجر. يقضي موظفو المتاجر وقتًا ثمينًا في عدّ البنسات مُنخفضة القيمة في نهاية نوبة العمل. غالبًا ما تُعيد البنوك العملات المعدنية السائبة على شاحنة مُدرّعة لفرزها وتغليفها لتكون جاهزة لتوزيعها على العملاء. تُكلف هذه العملية حوالي 10 سنتات لكل لفة (بنسبة 20% على لفة من 50 بنسًا).

### فائدة محدودة للبنسات

#### فقدان الإنتاجية وتكلفة الفرصة البديلة للاستخدام
أن متوسط الأجر في الولايات المتحدة يبلغ 23٫80 دولار أمريكي في الساعة عام 2024، فإن كسب سنت واحد يستغرق ثانية ونصف من العمل. بالتالي، تُهمل البنسات أو تُتجنب لضآلة قيمتها مقارنةً بالوقت اللازم لعدّها، استخدامها، وإدارتها.

#### فائدة محدودة
لا تُقبل البنسات في أي من ماكينات البيع، أو في معظم أكشاك تحصيل الرسوم، ولا تُقبل عمومًا بكميات كبيرة. يقول الخبير الاقتصادي غريغ مانكيو: "إن الغرض من النظام النقدي هو تسهيل التبادل، ولكن...... لم يعد البنس يخدم هذا الغرض." غالبًا ما تخرج البنسات من التداول (على سبيل المثال، تُخزن في جرار في منزل الشخص) وبسبب قيمتها المنخفضة يتخلص منها أحيانًا من قِبل المستهلكين. يساهم هذا في حاجة دار سك العملة الأمريكية إلى إنتاج بنسات أكثر من جميع العملات المعدنية الأخرى.

#### التفضيل العام للمعاملات غير النقدية
وفقًا لدراسة أجراها بنك الاحتياطي الفيدرالي عام 2024، بلغت المعاملات النقدية في عام 2023 ما نسبته 16% فقط من إجمالي المعاملات و42% من المعاملات بين الأشخاص.

### التأثير على الأسعار

#### الأسعار لن تكون أعلى
أظهر بحث أجرته شركة Whaples عام 2007، باستخدام بيانات لِما يُقرب من 200 ألف معاملة من سلسلة متاجر بقالة متعددة الولايات، أن التقريب لن يكون له أي تأثيرٍ يُذكر. سيكسب المستهلكون مبلغًا ضئيلًا – حوالي 1⁄40 سنتًا لكل معاملة.

#### الإزالة لن تؤذي الفقراء
نظرًا لأن التقريب (بناءً على تقريب إجماليات المعاملات النقدية لأعلى ولأسفل إلى أقرب مضاعف لخمسة سنتات) مُحايد على مستوى المعاملة، وأن المعاملات النقدية أسرع دون الحاجة إلى التعامل مع عملات معدنية منخفضة القيمة للغاية، الأشخاص الذين يتعاملون بشكل غير متناسب في المعاملات النقدية سيستفيدون أكثر من خلال التخلص من البنس. للحصول على تأييد المستهلك لتقليل استخدام البنس، يمكن تشريع (سواء على مستوى الولاية أو المستوى الفيدرالي) أن جميع إجماليات المعاملات النقدية التي تزيد عن مبلغ اسمي (مثل 25 سنتًا) يجب تقريبها إلى أقرب مضاعف لخمسة سنتات. تقريب إجماليات المعاملات النقدية هو فوز للتاجر أيضًا لأنه يُشجع المبيعات النقدية وبالتالي يتجنب رسوم الدفع الإلكتروني (عادةً في حدود 2 في المائة من الرصيد). ومع ذلك، يجب موازنة أي وفورات في هذه الرسوم بالتكاليف غير التافهة للتعامل مع النقد، هذا السبب في أن العديد من التجار يشجعون المدفوعات الإلكترونية.

### الرأي العام
وفقًا لمسح وطني أجراه فريق استطلاعات الرأي التابع لشركة هارت للأبحاث واستراتيجيات الرأي العام بالنيابة عن تحالف دولار كوين في يناير 2017، هناك تأييد واسع النطاق لإلغاء العملة المعدنية، وِجد أن 77% من الناخبين يؤيدون تعليق إنتاجها. عندما أُبلغوا بالتوفير الذي تحقق من خلال تعليق إنتاجها، قفز التأييد إلى 84%. عُرضت المناظرة في حلقة من مسلسل "الجناح الغربي" عام 2001، كما ذكرت العديد من وسائل الإعلام في سياق المناظرة التي ستُعقد عام 2025.

### السوابق التاريخية
لم يسبق أن عُرضت عملة معدنية متداولة في الولايات المتحدة بقيمة تقل عن قيمة البنس في عام 2025، على الرغم من أن دولًا أخرى لديها عملات معدنية ذات قوة شرائية أقل. وبسبب التضخم، تعادل قيمة النيكل الواحد في عام 2017 قيمة البنس تقريبًا في عام 1974. عندما أوقفت الولايات المتحدة تداول عملة النصف سنت في عام 1857، قيمتها الشرائية المكافئة في 2020 حوالي 14 سنتًا. بعد عام 1857، كانت أصغر عملة معدنية جديدة هي سنت واحد، كانت لها قوة شرائية تعادل 28 في 2020 السنتات. انخفض سعر النيكل إلى ما دون تلك القيمة في عام 1973؛ انخفض سعر الدايم (بسعر 10 سنتات) إلى ما دون تلك القيمة في عام 1981؛ وانخفض سعر الربع (بسعر 25 سنتًا) إلى ما دون تلك القيمة في عام 2012.

### المخاطر البيئية والصحية
يُمكن أن يسبب الزنك فقر الدم أو تقرح المعدة عند الأطفال الذين يتناولون عن غير قصد عملات معدنية مصنوعة بعد عام 1982. ويمكن أن يقتل بنس واحد حيوانًا أليفًا. أن استخراج الزنك والنحاس يسبب تلوثًا سامًا وهو أمر غير مرغوب فيه بشكل خاص عند النظر في المعادن الثمينة المستخدمة في إنتاج عملة معدنية ذات فائدة قليلة.

## النيكل
يدور جدل مماثل حول عملة النيكل. اعتبارًا من عام 2024، بلغت تكلفة إنتاج وتوزيع عملة النيكل 0,1378 دولارًا أمريكيًا، مما يُقدم حجةً إلغاءها تُشبه إنتاج البنس بخسارة. القيمة الاسمية الحالية لعملة النيكل أقل بكثير من قيمة آخر عملة متبقية من الفئة الأدنى (البنس) وقت إلغاء نصف السنت عام 1857.
يساوي البنس في عام 1977 قيمة النيكل في عام 2023. ويساوي النيكل في عام 1977 ربع دولار في عام 2023.

## الضغط
- تؤيد جماعة الضغط المطالبة بسحب عملة البنس من التداول في الولايات المتحدة إلغاء عملة السنت الواحد.[35]
- يدعم تحالف العملات المعدنية لمصنعي آلات البيع، أصحاب صالات الألعاب، وشركات المشروبات الغازية إلغاء العملات الورقية مثل البنس والدولار.
- المزود الوحيد لـ "قطع البنس" المصنوعة من الزنك، شركة Jarden Zinc Products في جرينفيل بولاية تينيسي، استأجرت جماعات ضغط للدفاع عن قضية الحفاظ على البنس ومبيعاتها.[36]
  - في عام 2011، دُفع 140 ألف دولار كرسوم احتفاظ إلى منظمة Americans for Common Cents مقابل جهودها في الضغط لصالح شركة Jarden Zinc التي حصلت على عقد حكومي بقيمة 48 مليون دولار في وقت لاحق من نفس العام.
- "أمريكيون من أجل سنتات مشتركة" هي جماعة ضغط غير ربحية تُعنى بحماية عملة السنت الواحد. وتهتم المجموعة في المقام الأول بالحفاظ على البنس لأسباب اقتصادية وتاريخية. أدلى المدير التنفيذي، مارك ويلر، بشهاداته في مناسبات عديدة أمام الكونغرس، آخرها شهادةً له بأن استخدام النقد يحمي الخصوصية، يضمن الاستقرار الاقتصادي، وأنه "منفعة عامة" لا ينبغي استبدالها بالأموال المتنقلة.[37] في عام 2012، تلقى ويلر مبلغ 340,000 دولار أمريكي من شركة جاردن زينك لمناقشة قضايا تتعلق بسك العملة مع أعضاء الكونغرس ودار سك العملة الأمريكية.[38] أقر ويلر بهذا التمويل، قائلاً: "لا نخفي أن أحد رعاتنا الرئيسيين شركة تُصنّع قطع الزنك الخام للبنسات".[39]

## خيارات أخرى
اقترح الخبير الاقتصادي فرانسوا ر. فيلدي عام 2007 أن تُصبح قيمة البنس خمسة سنتات. يُضيف هذا التغيير حوالي ستة مليارات دولار إلى المعروض النقدي.
أقرّ الكونغرس قانون تحديث العملات المعدنية، الإشراف عليها، واستمراريتها لعام 2010 ، يُلزم وزارة الخزانة بالإبلاغ عن المواد المعدنية الجديدة المحتملة للعملات المعدنية. في التقرير الثنائي لعام 2014، الملحق 4، أفادت دار سك العملة أن الدراسة السابقة "وجدت أنه لا توجد مادة بديلة أكثر فعالية من حيث التكلفة للعملة فئة السنت الواحد"، بالتالي أوصت بمواصلة مزيجها الحالي من النحاس والزنك.

## السوابق في بلدان أخرى
اختارت العديد من البلدان خارج الولايات المتحدة إزالة العملات المعدنية ذات القيمة المنخفضة من التداول:
- أوقفت أستراليا تداول عملات الدولار الأسترالي من فئة سنت واحد عام 1990 وعملات الدولار الأسترالي من فئة سنتين عام 1989 بسبب تجاوز قيمة المعدن لقيمته الاسمية. سُحبت هذه العملات بالكامل من التداول عام 1992.[43]
- حتى عام 2012، سكّت كندا عملة معدنية من فئة سنت واحد بحجم ولون مماثلين لنظيرتها الأمريكية، مع استخدام الفولاذ كمعدن داخلي بدلاً من الزنك، على الرغم تركيبها متطابقًا تقريبًا مع سنتات الولايات المتحدة قبل عام 2000، وبالتالي تداولت بكميات صغيرة في الولايات المتحدة (والعكس صحيح). ومع ذلك، في 29 مارس 2012، أعلنت الحكومة الكندية أنها ستلغي البنس من نظام سكها.[44] سُك آخر بنس كندي في 4 مايو 2012،[45] توقف التوزيع النشط للعملة المعدنية من قِبل دار سك العملة في 4 فبراير 2013. [46] منذ ذلك التاريخ، شُجعت الشركات على البدء في تقريب المعاملات النقدية فقط إلى أقرب زيادة قدرها خمسة سنتات. الشيكات والمعاملات باستخدام المدفوعات الإلكترونية – بطاقات الخصم، الائتمان، والمدفوعات –  ليست مستديرة.[47]
- ألغت إندونيسيا عملاتها المعدنية من فئة 10 روبيات في 15 نوفمبر1996، وعملاتها المعدنية من فئة 25 روبية في 31 أغسطس 2010؛ كما توقفت عن إنتاج عملات معدنية من فئة 50 روبية في عام 2003.
- مع التحول إلى البيزو المكسيكي الجديد عام 1993، أصبحت عملة الخمسة سنتافو أصغر فئة من العملة الجديدة. في عام 2009، سُكّت عملات جديدة لفئات 10، 20، و50 سنتافو فقط.[48]
- ألغت نيوزيلندا العملات المعدنية من فئة سنت واحد وسنتين من الدولار النيوزيلندي في أبريل 1990، العملات المعدنية من فئة خمسة سنتات في أكتوبر 2006.[49]
- في القواعد العسكرية الأمريكية في الخارج، يُقرب AAFES لأعلى أو لأسفل إلى أقرب جزء من عشرين من العملة.[50]

مع ذلك، لا تزال العديد من الدول تستخدم عملات معدنية بقيمة مماثلة أو أقل من سنت الولايات المتحدة. في بعض الحالات، تكون القيمة الاسمية للعملة المعدنية أقل من قيمة سنت الولايات المتحدة، إلا أن قوتها الشرائية تكون أعلى.
- أوقفت كوريا الجنوبية سك العملات المعدنية ₩1 و₩5، ولا تزال العملات المعدنية ₩10 (التي تساوي حوالي 0٫01 دولار أمريكي) تُسك بتركيبة متغيرة وتستخدم فقط في محلات السوبر ماركت.
- تستخدم بعض دول منطقة اليورو عملات معدنية من فئة سنت واحد وسنتين. لأن الأسعار المعلنة تشمل الضرائب عادةً، يُمكن للبائعين (ولكن ليس بشكل قياسي) تقريب الأسعار لأقرب خمسة سنتات، مما يُغني عن استخدام عملات معدنية أقل قيمة. مع ذلك، تخلت فنلندا، أيرلندا، وهولندا عن استخدام عملات السنت الواحد والسنتين تمامًا، أصبحت عملة الخمسة سنتات الأقل قيمةً قيد الاستخدام. لم تُنتج فنلندا سوى عدد قليل من عملات السنت الواحد، وذلك في الغالب لأغراض جمع العملات ولأغراض قانونية.
- بنما والإكوادور، اللتان تستخدمان الدولار الأمريكي، تسكّان عملاتهما المعدنية الخاصة، متضمنةً قطعًا من فئة سنتافو واحد، متطابقة في حجمها مع البنس. مع ذلك، عادةً ما تكون الأسعار والأجور أقل في هاتين الدولتين منها في الولايات المتحدة.

## القوانين المتعلقة بالصهر والتصدير
في 17 أبريل 2007، دخلت لائحة صادرة عن وزارة الخزانة الأمريكية حيز التنفيذ، تحظر معالجة، صهر، أو تصدير البنسات والنيكل بكميات كبيرة. استُثنِي من ذلك علماء العملات، صانعو المجوهرات، والطلبات السياحية الاعتيادية. السبب المُقدم هو ارتفاع سعر النحاس إلى حد يُمكن معه صهر هذه العملات بشكل مربح لمحتواها المعدني. في عام 1969، أُلغي قانون مماثل يتعلق بالعملات الفضية. لأن محتواها الفضي غالبًا ما يتجاوز قيمتها لدى هواة جمع العملات، غالبًا ما تُباع العملات الفضية بضرب قيمتها الاسمية في سعر مرجعي متغير بالنسبة لسعر الفضة الفوري للأونصة. وفقًا للقانون الأمريكي، يُسمح للمواطنين الأمريكيين بصهر العملات الأجنبية (مثل البنسات الكندية) للاستخدام الشخصي أو التجاري؛ إلا أنهم بذلك عادةً ما يُخالفون قوانين الدولة التي أصدرت العملة المعنية.

## ملحوظات
1. ↑  Many other non-lowest denominations have since been withdrawn from circulation, from the two-cent coin in 1872 to the $10,000 bill in 1934; see Obsolete denominations of United States currency.

## قراءة إضافية
- Weaver، Caity (1 سبتمبر 2024). "America Must Free Itself from the Tyranny of the Penny". The New York Times. مؤرشف من الأصل في 2024-09-01.